# Daniele da Volterra

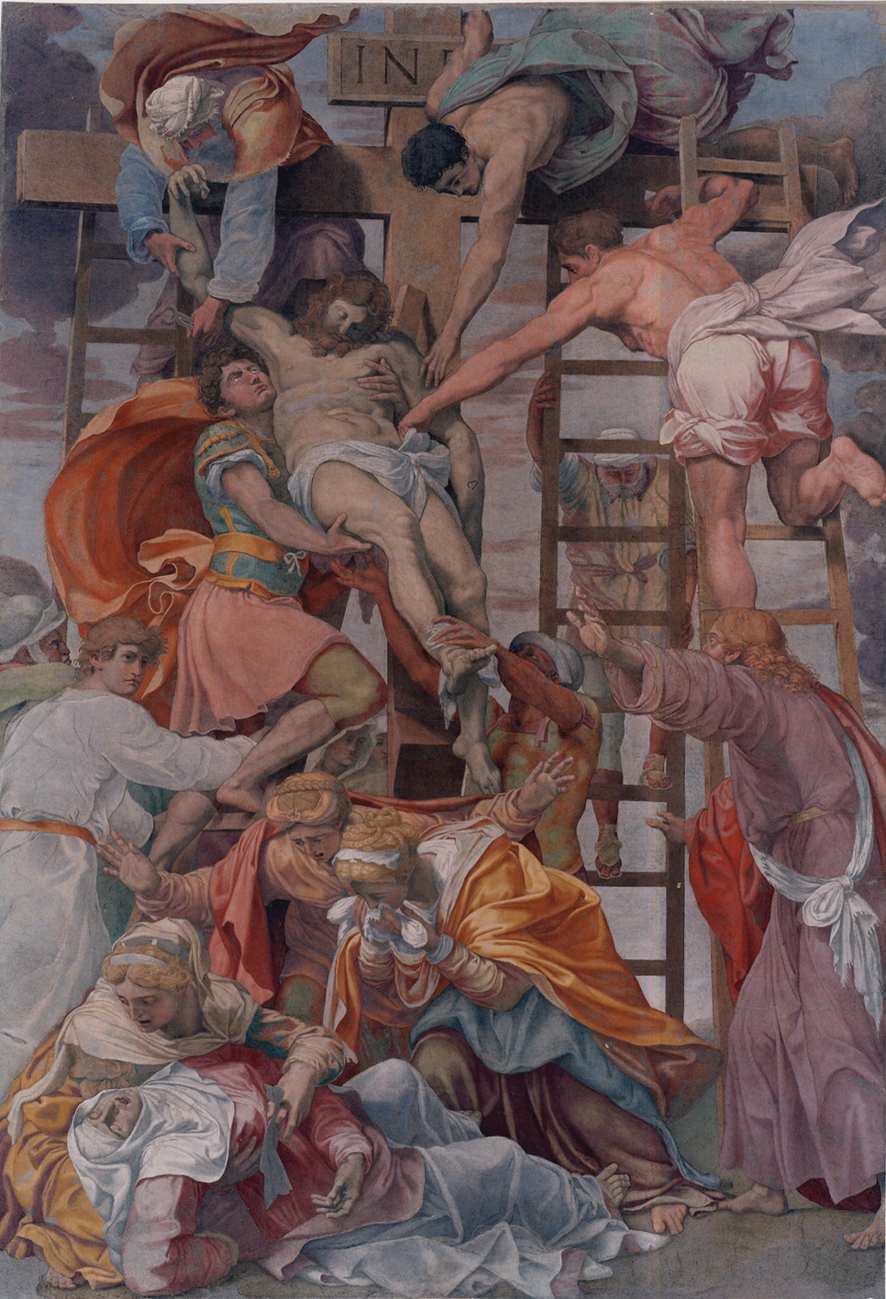
Zdjęcie z krzyża, 1541-1545, Trinita dei Monti, Rzym

Daniele Ricciarelli, znany jako Daniele da Volterra (ur. ok. 1509, zm. 4 kwietnia 1566) – włoski malarz i rzeźbiarz manierystyczny. Był uczniem Michała Anioła. Do historii przeszedł pod przezwiskiem "Majtkarza" (Il Braghettone), który zyskał po zamalowaniu nagości na fresku Sąd Ostateczny.

## Życiorys
Daniele da Volterra urodził się w miejscowości Volterra w Toskanii. Początkowo jego nauczycielami malarstwa byli Baldassare Peruzzi i Perino del Vaga, w późniejszych latach zaprzyjaźnił się i został uczniem Michała Anioła. Korzystał również z jego szkiców, na podstawie których namalował m.in. serię fresków w Trinita dei Monti w Rzymie, w tym swoje najbardziej znane dzieło – Zdjęcie z krzyża.

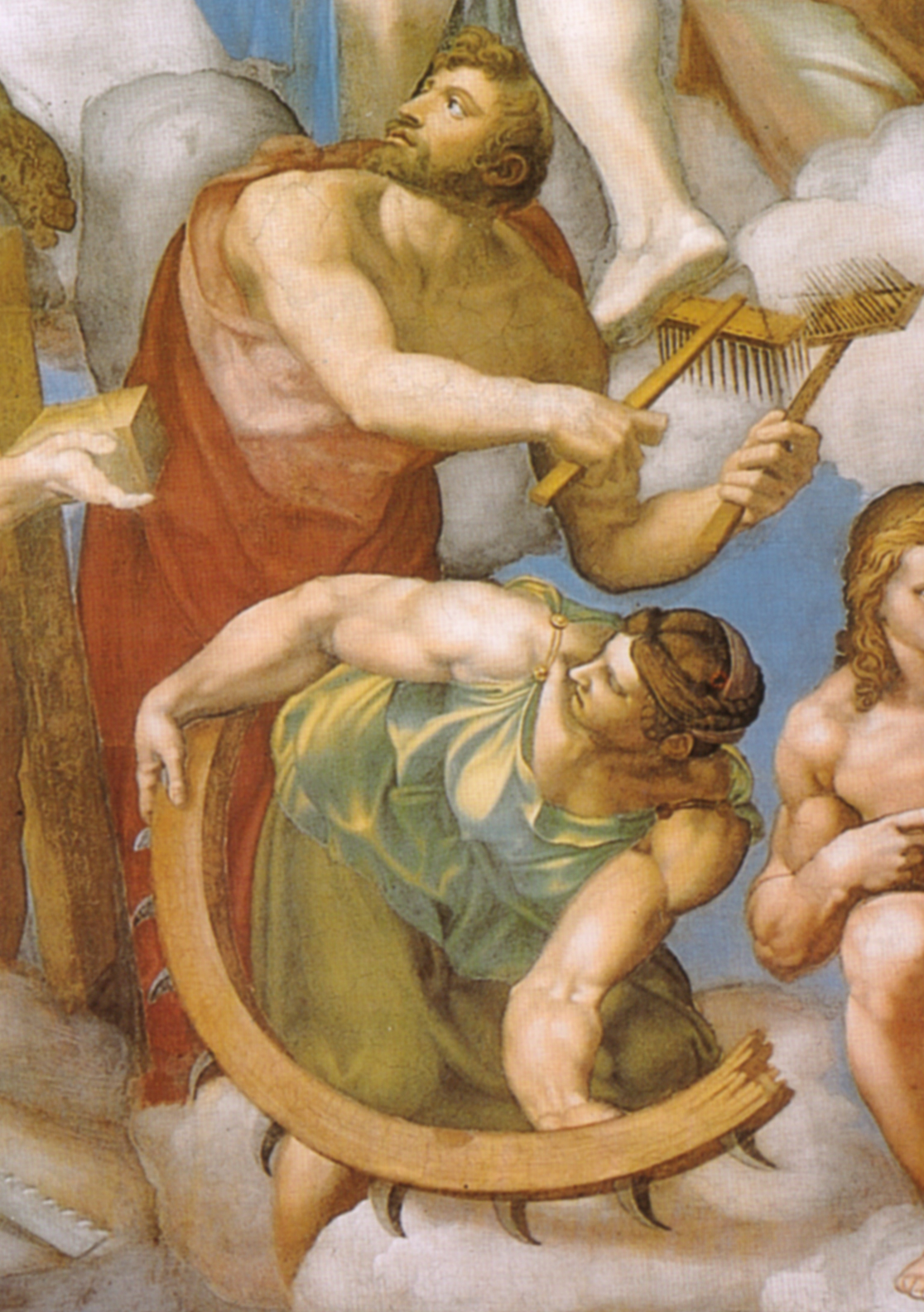
Skandalizujący fragment Sądu Ostatecznego (1534–1541) Michał Anioła: postacie Świętego Błażeja trzymającego żelazne zgrzebła swojego męczeństwa oraz świętej Katarzyny Aleksandryjskiej trzymającej koło do łamania zostały odkute i przemalowane przez Daniele da Volterrę w 1565 roku (powyższy obraz pokazuje tego rezultat)

Złą sławę zyskał Daniele da Volterra po zamalowaniu nagości na Sądzie Ostatecznym Michała Anioła (na miesiąc przed śmiercią autora). Było to konsekwencją postanowień soboru trydenckiego, na którym akty uznano za skandaliczne.
Daniele da Volterra zmarł w Rzymie w 1566 r.